# Siikalatva
Siikalatva [ˈsiːkɑˌlɑtʋɑ] ist eine finnische Gemeinde mit 5029 Einwohnern (Stand 31. Dezember 2022) in der Landschaft Nordösterbotten. Sie entstand am 1. Januar 2009 aus dem Zusammenschluss der Gemeinden Kestilä, Piippola, Pulkkila und Rantsila. Verwaltungssitz der Gemeinde ist das Kirchdorf Pulkkila.

## Politik
Wie in den meisten ländlichen Gegenden Finnlands ist in Siikalatva die Zentrumspartei die stärkste Partei. Bei den Kommunalwahlen 2012 erhielt sie über zwei Drittel der Stimmen und verfügt somit im Gemeinderat, der höchsten Entscheidungsinstanz bei lokalen Angelegenheiten, mit 19 von 27 Mandaten über eine absolute Mehrheit. Die Wahren Finnen sind mit fünf Abgeordneten vertreten, das Linksbündnis mit zwei und die Sozialdemokraten mit einem.